# Решетников, Геннадий Михайлович
Геннадий Михайлович Решетников (22 марта 1939, Ош, Киргизская ССР — 28 августа 2016, Тверь) — советский и российский военачальник, генерал-полковник авиации (1992), начальник Тверской военной командной академии ПВО имени Г.К. Жукова (1991—1999).

## Биография
В 1961 году окончил Армавирское высшее военное авиационное училище лётчиков.
В дальнейшем служил в Войсках ПВО страны, где прошёл путь от старшего лётчика гвардейского истребительного авиационного полка до командира корпуса ПВО.
В 1968 году окончил Военно-воздушную академию имени Ю.А. Гагарина.
Окончил Академические курсы повышения квалификации командиров дивизий ПВО при Военной командной академии ПВО.
В 1984 году окончил Военную академию Генерального штаба Вооружённых Сил СССР.
С 1984 по 1986 годы — первый заместитель Командующего Свердловской 4 отдельной армией ПВО.
С 1986 года командующий 11-й отдельной армией ПВО (в звании генерал-лейтенанта авиации), заместитель Главнокомандующего Войсками ПВО СССР.
С 1991 по 1999 годы возглавлял Военную командную академию ПВО имени Маршала Советского Союза Г.К. Жукова.
В 1992 году ему было присвоено звание генерал-полковника авиации.
В 1995 году защитил кандидатскую диссертацию и ему была присвоена учёная степень — кандидат военных наук, профессор.
После увольнения в запас в 1999 году работал в Общественной палате Тверской области.
Скончался 28 августа 2016 года в Твери.  Похоронен на Дмитрово-Черкасском  кладбище.

## Награды и звания
- Орден «За военные заслуги»
- Орден Трудового Красного Знамени
- Орден Красной Звезды
- Орден «За службу Родине в Вооружённых Силах СССР» III степени
- Премия Правительства Российской Федерации за значительный вклад в развитие Военно-воздушных сил (17 декабря 2012 года) — за подготовку высококвалифицированных кадров для Военно-воздушных сил и Войск противовоздушной обороны[1]
- медали, именное оружие